# Saint-Jean-Saverne
Saint-Jean-Saverne (Duits:Sankt Johann bei Zabern) is een gemeente in het Franse departement Bas-Rhin (regio Grand Est) en telt 611 inwoners (2004). De plaats maakt deel uit van het arrondissement Saverne.

## Geografie
De oppervlakte van Saint-Jean-Saverne bedraagt 6,4 km², de bevolkingsdichtheid is 95,5 inwoners per km².
De onderstaande kaart toont de ligging van Saint-Jean-Saverne met de belangrijkste infrastructuur en aangrenzende gemeenten.

## Demografie
Onderstaande figuur toont het verloop van het inwonertal (bron: INSEE-tellingen).